# Mrukowate
Mrukowate (Mormyridae) – rodzina ryb z rzędu kostnojęzykokształtnych (Osteoglossiformes), obejmująca około 190 gatunków ryb żyjących w wolno płynących, zamulonych wodach wielkich rzek tropikalnej Afryki. Mrukowate z rodzaju Mormyrus zostały przedstawione na starożytnych egipskich malowidłach ściennych i na hieroglifach.

## Morfologia i ekologia

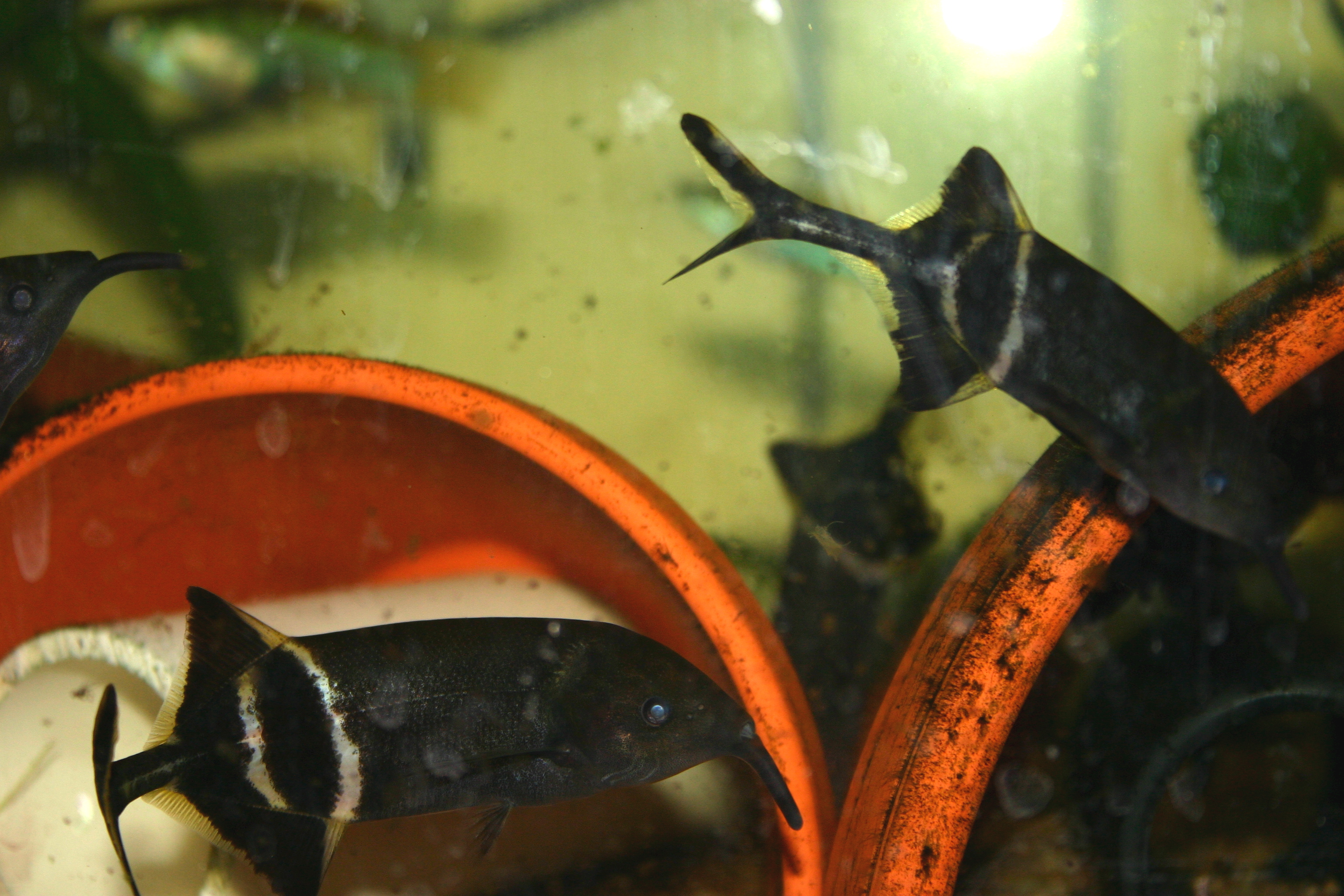
Mruk Petersa (Gnathonemus petersii)

Osiągają od 9 do 50 cm długości. Mają zwykle wydłużone, bocznie spłaszczone ciało pokryte drobnymi łuskami, mały otwór gębowy, małe słabo wykształcone oczy, miękkie promienie płetw, dobrze rozwinięte płetwy brzuszne i mocno wciętą płetwę ogonową. Cechują się względnie dużym mózgiem i dobrze rozwiniętym móżdżkiem, dzięki czemu wykazują duże zdolności percepcyjne i ruchowe (potrafią pływać do tyłu i do góry brzuchem). Luźno osadzona płyta kostna z każdej strony głowy osłania pęcherzyk połączony z uchem wewnętrznym. Na głowie i przedzie ciała znajdują się liczne elektroreceptory, a na ogonie para narządów elektrycznych (zmodyfikowane mięśnie trzona ogonowego) umożliwiających emitowanie słabych impulsów elektrycznych, za pomocą których orientują się w środowisku i wyszukują pokarm. Prowadzą nocny tryb życia, unikają dziennego światła. Żywią się fauną denną, roślinami wodnymi lub szczątkami organicznymi. Przedstawiciele rodzaju Gnathonemus mają charakterystyczny, bardzo wydłużony pysk w kształcie skierowanego w dół ryjka. Inne mrukowate mogą mieć wąską głowę, krótki, zaokrąglony pysk lub na żuchwie długie, mięsiste wyrostki.
Trzymane w niewoli szybko się uczą.

## Klasyfikacja
Rodzaje zaliczane do tej rodziny:
Boulengeromyrus – Brevimyrus  – Brienomyrus – Campylomormyrus – Cyphomyrus  – Genyomyrus – Gnathonemus – Heteromormyrus – Hippopotamyrus – Hyperopisus – Isichthys – Ivindomyrus – Marcusenius – Mormyrops – Mormyrus – Myomyrus – Oxymormyrus – Paramormyrops – Petrocephalus – Pollimyrus – Stomatorhinus